# Béguemdéré
Ne doit pas être confondu avec Beuguemdré.
Béguemdéré est un village du département et la commune rurale de Nasséré, situé dans la province du Bam et la région du Centre-Nord, au Burkina Faso.

## Géographie

### Démographie
- En 2003, le village comptait 1 056 habitants estimés[2].
- En 2006, le village comptait 1 119 habitants recensés, dont 51% de femmes[1].

## Histoire
- En 2012, le village de Woulo a été administrativement détaché au sein de la commune (mais sa population n'a pas été estimée séparément depuis).